# Distretto di Shuangqiao
Il distretto di Shuangqiao (双桥区S, Shuāngqiáo QūP) è un distretto della Cina, situato nella provincia di Hebei e amministrato dalla prefettura di Chengde.